# Казанова (Торино)
Казанова је насеље у Италији у округу Торино, региону Пијемонт.
Према процени из 2011. у насељу је живело 131 становника. Насеље се налази на надморској висини од 252 м.